# Alain Boublil
Alain Boublil (Tunisi, 5 marzo 1941) è un paroliere e librettista francese.

## Carriera
Nato in Tunisia, si è trasferito a Parigi all'età di 18 anni.
È noto in particolare per le sue collaborazioni con il compositore Claude-Michel Schönberg, col quale ha realizzato diversi musical per Broadway e Teatro del West End. Tra questi vi sono La Révolution Française (1973), prima opera rock francese, Les Misérables (1980), Miss Saigon (1989), Martin Guerre (1996), The Pirate Queen (2006) e Marguerite (2008).
Nel 1983, insieme a Daniel Boublil, ha creato il musical per bambini Abbacadabra, basato sulla musica degli ABBA e proposto anche in televisione.
Nel 1987, insieme a Claude-Michel Schönberg, è stato premiato con il Tony Award al miglior libretto di un musical (per Les Misérables). Nell'ambito dei Premi Oscar 2013 ha ricevuto la candidatura nella categoria miglior canzone (Suddenly, presente nel film Les Misérables basato sull'omonimo musical).